# ۵۶۰ (میلادی)
۵۶۰ (میلادی) پانصد و شصتمین سال تقویم میلادی است.

## درگذشتگان
- سینریک، شاه وسکس

‎